# Herman Wauters
Herman Wauters (Antwerpen, 16 juli 1929) is een Vlaams glazenier. Als zoon van flamingante ouders (zie cultuurflamingantisme) beleeft hij tumultueuze oorlogsjaren. Aan het eind van de Tweede Wereldoorlog wordt hij als vijftienjarige zelfs een tijdje opgesloten. Joris Van de Broek en Caesar Vandervelden leiden hem op tot glazenier. In 1950 wijkt hij uit naar toenmalig Belgisch-Kongo, waar hij als 'enige glazenier van Afrika' zijn eerste opdrachten krijgt, onder andere voor het hoofdpostgebouw en de luchthaven van Kinshasa. Als daar in 1960 de revolutie uitbreekt, vlucht hij met zijn gezin terug naar België. Sindsdien woont en werkt hij in Mortsel bij Antwerpen. Ter gelegenheid van zijn vijfenzeventigste verjaardag verscheen het boek 'Herman Wauters: glazenier' waarvoor Leo Tindemans het eerste hoofdstuk schreef.

## Werk
Aanvankelijk maakt Wauters vooral figuratief glas in beton (bv. gemeentehuis Lanaken), dat gaandeweg vaak volledig abstract wordt, zoals in de St.Bernadettekerk in Mortsel. Ook zijn letterlijk grootste werk is abstract glas in beton: het beslaat een groot deel van de westgevel van de Stadsschouwburg van Antwerpen, 8 bij 32 meter (1970-1974). Helaas is dit bij velen onbekend, omdat de nieuwe eigenaars van de schouwburg het monumentale kunstwerk ondertussen ... aan de binnenkant hebben dichtgetimmerd.
Ook met glas in lood evolueert Wauters van figuratief (stadhuis Mortsel) naar abstract; uiteindelijk worden de glasramen zelfs autonome, onregelmatige vormen. Die sluiten aan bij de vele andere glasobjecten die hij maakt, zoals lichtorgels, glas-in-loodlampen en wandjuwelen.
Herman Wauters restaureerde (met Patrick De Jager) twee glasramen in de Onze-Lieve-Vrouwekathedraal (Antwerpen): een in het noorder-transept dat aartshertogen Albrecht en Isabella voorstelt, en het 'Engels raam' met Hendrik VII van Engeland uit 1503.
Verder publiceerde hij de dichtbundel 'Zin en weerzin'.